# DMAX (Italia)
DMAX  (si pronuncia dìmacs) è un canale televisivo italiano  edito da Warner Bros. Discovery Italia, divisione del gruppo Warner Bros. Discovery.
La direttrice del canale è Laura Carafoli, già direttrice di Real Time dal 2010.
Il canale è visibile in HD sull'LCN 52 del digitale terrestre e sul 28 di Tivùsat.

## Storia
Versione italiana dell'originale canale Discovery nato nel 2006, ha iniziato le sue trasmissioni alle 18:45 del 10 novembre 2011 con il programma Destroyed in Seconds sull'LCN 52 del digitale terrestre e all'LCN 140 di Sky Italia.
Il 13 settembre, 2012 DMAX cambia il logo e le grafiche, adottando uno slogan DMAX - lo guardi, lo vivi. Inoltre la luminosa viene spostata in alto a sinistra dello schermo. 
Dal 17 dicembre, 2012 trasmette anche su Tivùsat all'LCN 28 e si sposta all'LCN 808 di Sky Italia.
Dal 9 aprile 2014 si trasferisce all'LCN 136 di Sky Italia, con il lancio ufficiale della versione +1 all'LCN 137.
Dal 4 novembre, dello stesso anno, la luminosa viene circondata da un rettangolo arancione con la scritta in bianco, mentre in alto a destra dello schermo, viene aggiunta la scritta del programma in onda. 
Dal 7 novembre, dello stesso anno DMAX trasmette anche in HD sulla piattaforma Sky Italia.
Il 6 febbraio, 2015 viene aggiunta la D del logo Discovery alla sinistra del logo di rete, come per gli altri canali free.
Il 2 maggio, 2016 il canale subisce un altro restyling grafico, adottando il logo di rete uguale alla luminosa e un nuovo slogan In ogni uomo, c'è un maschio DMAX. 
Dal 1º marzo, 2019 DMAX HD e DMAX +1 diventano visibili anche su Tivùsat agli LCN 28 e 128, sostituendo la versione SD.
Il 13 marzo 2019, chiude definitivamente la versione SD sul satellite, sparendo anche da Sky Italia. Sempre dal 2019 il canale fa partire il suo tg nominato TG Dmax, notiziario curato da LaPresse, trasmesso in vari momenti della giornata affiancato subito dopo dal meteo.
Dal 9 aprile DMAX, insieme agli altri canali in chiaro del gruppo, è disponibile anche in streaming in alta definizione su Dplay.
Il 21 aprile 2020, la luminosa diventò monocromatica, preceduta dall’intero logo Discovery. Furono inoltre rimpicciolite le scritte in sovrimpressione, compresi i vari suffissi.
Il 24 giugno 2020 Discovery e WWE siglano un accordo, la WWE va in onda dal 13 luglio con i suoi show di RAW, Smackdown e NXT con il commento di  Franchini e Posa.
Il 1º dicembre 2020 la versione +1 termina definitivamente le proprie trasmissioni, cosicché DMAX rimane disponibile esclusivamente in HD sul satellite.
Dall'8 marzo 2022 la versione in alta definizione del canale arriva anche sul digitale terrestre, sostituendo la versione SD.
Il 6 giugno 2022 la luminosa ha riadottato la propria colorazione e va ad affiancare il logo della nuova società Warner Bros. Discovery.
Il 1º luglio 2025 a seguito del mancanto rinnovo del contratto tra Sky e Warner Bros. Discovery, DMAX cessa le proprie trasmissioni sulla piattaforma Sky.

## Altre versioni

### DMAX +1
Dal 9 aprile 2014 sulla piattaforma Sky Italia, il canale ha avuto anche una versione timeshift (DMAX +1), che ritrasmetteva la stessa programmazione di DMAX posticipata di un'ora.
Il 4 giugno 2018 DMAX +1 si spostava all'LCN 141 di Sky Italia, mentre dal 2 gennaio 2019 si trasferiva all'LCN 171.
Dal 1º marzo 2019 era disponibile anche su Tivùsat all'LCN 128.
Il 1º dicembre 2020 DMAX +1 termina le trasmissioni.

### DMAX HD
Dal 7 novembre 2014 DMAX ha una versione in alta definizione, inizialmente disponibile solo su Sky Italia. 
Il 4 giugno 2018 DMAX HD si trasferisce all'LCN 140 di Sky Italia, mentre dal 2 gennaio 2019 si è spostato all'LCN 170.
Dal 1º marzo 2019 è disponibile anche su Tivùsat all'LCN 28 in sostituzione della versione a definizione standard.
Dall'8 marzo 2022 è anche sul digitale terrestre all'LCN 52, in sostituzione della versione definizione standard.

## Palinsesto
DMAX ha una programmazione costituita da programmi factual che trattano di: motori, disastri, natura, crimini, lifestyle e sport per un pubblico maschile. Sono presenti, nella programmazione del canale, anche finestre informative realizzate da ClassTV MSNBC e dal 2019 con il nome di TG DMAX, curato da LaPresse e dal 2024 da CNN Italia.

### Produzioni originali
Di seguito sono elencate le produzioni originali del canale italiano:
- Affari a 4 ruote Italia
- Brothers in Army
- Caccia all'oro bianco
- Camionisti in trattoria
- Il cacciatore di tifosi
- Campioni sempre
- DMAX su quattroruote
- È uno sporco lavoro
- GT Academy
- Il boss del paranormal
- Il codice del boss
- Il garage di DMAX
- Il più forte
- I re della griglia
- Make It Your Race
- Micromostri con Barbascura X
- Milano City Tattoo
- Mixologist - La sfida del cocktail
- Mountain Heroes
- Le regole del gioco
- Sakara il legionario
- Sakara - Back to Brazil
- TG Lercio
- Tutto sul poker: La fortuna non basta
- Undercut: l'oro di legno
- Unti e bisunti
- Xpossible Experience

### Programmi televisivi
- 72 animali pericolosi con Barbascura
- 911: emergenze imbarazzanti
- 1000 modi per morire
- A caccia di auto
- A caccia di veleni
- A mani nude nella palude
- A Night with Pokerstars
- Acquari di Famiglia
- Addestramento estremo
- Affare fatto
- Affari a quattro ruote
- Affari a tutti i costi
- Affari al buio Canada
- Affari in valigia
- Ai confini della civiltà
- Airport Security Animali
- Airport Security Canada
- Airport Security Europa
- Airport Security Nuova Zelanda
- Airport Security
- Alaska: costruzioni selvagge
- Alla ricerca di un'altra Terra
- America criminale
- American Hot Rod
- Anatomia di un disastro
- Animal Cops Detroit
- Animal Cops Phoenix
- Animal Fight Club
- Apocalypse: Il speciale Apocalisse
- Armi del futuro
- Assassini nati
- Australia letale
- Auto da rockstar
- Avventure impossibili
- Battlebots: botte da robot
- Bear Grylls: celebrity edition
- Bear Grylls: Come sopravvivere
- Bear Grylls: Escape from Hell
- Bear Grylls: Giungla urbana
- Bear Grylls: L'ultimo sopravvissuto
- Bear Grylls: Sopravvivi se ci riesci
- Big Fish Man
- Bizarre ER
- Breaking Magic
- Brutti, sporchi e affamati
- Caccia all'uomo
- Cacciatori di fantasmi
- Cacciatori di gemme
- Cacciatori di taglie
- Cacciatori di tesori
- Carcere duro
- Carfellas
- Cattivissimi amici
- Ce l'avevo quasi fatta
- Che disastro!
- Chi offre di più?
- Chicago in affari
- Ciak: disastro!
- Ci sei o ci fai?
- Clima del terzo tipo
- Come andrà a finire?
- Come è fatto il cibo
- Come è fatto
- Come è fatto: Supercar
- Come nasce una 4x4
- Concessionarie da incubo
- Container Wars
- Cops Spagna
- Cose di questo mondo
- Costa Concordia: Un anno dopo
- Crash Test
- Cucina esplosiva
- Deadliest Catch
- Derren Brown: The Mentalist
- Destroyed in Seconds
- Disastri ad alta quota
- Disastri in volo
- Disastri metropolitani
- Disastri moderni
- DMAX Files: Meraviglie dell'Universo
- DMAX Files
- Drag Racers
- Dream Machines
- Dual Survival
- Due macchine da soldi
- Dynamo - Magie impossibili
- Falegnami ad alta quota
- Il banco dei pugni
- Man vs. Food
- Man, Woman, Wild
- Mansome
- Marchio di fabbrica
- Marchio di fabbrica: Turbo Special
- Marijuana: America illegale
- Matto da pescare
- Mega aerei
- Mega Hub
- Mega navi
- Megacostruzioni
- Megatraslochi
- Restauri a quattro ruote
- Rimozione forzata
- Riprese selvagge
- River Monsters
- Ross Kemp - Mondo criminale
- Scemo di viaggio
- Sei spacciato!
- Smash Lab
- Sopravvivenza animale
- Sopravvivenza bestiale
- Stan Lee's Superhumans
- Storage Wars
- Storage Wars Canada
- Street Customs
- Stunt Junkies
- Sulla scena del crimine
- Supercar - Auto da sogno
- Supertruckers: trasporti eccezionali
- Suv da sogno
- Swords: pesca in alto mare
- Tattoo Hunter
- Te l'avevo detto
- Tesori nascosti
- Tesori tra i ghiacci
- Texas Car Wars
- Texas Drug Wars
- Texas Rangers
- Texas Tarzan
- The Last Alaskans
- The Hero
- The Kustomizer
- The Magician
- The Soul
- Top 10: sfida alla Scienza
- Top Gear
- Top Gear Australia
- Top Gear USA
- Top Hooker - I re della pesca
- The Soul
- Troy
- Turbo Garage
- Turtleman
- Una famiglia fuori dal mondo
- United States of Bacon
- Un barile di affari
- Una famiglia in affari
- Ultima fermata: Alaska
- Vanilla Ice Project
- Vado a vivere nel bosco
- Vero o falso?
- Vivi per miracolo
- Way Out West
- Wild: dall'alba al tramonto
- Wild Frank
- Wildlife S.O.S.
- X-Machines
- Video del Tubo

### Serie TV
- Z Nation

### Sport e programmi sportivi
- Carabao EFL Cup
- Il cacciatore di tifosi
- Porsche Carrera Cup Italia
- Red Bull Cliff Diving
- Bellator MMA
- WWE (Dal 01/07/2020)
- WWE Raw
- WWE SmackDown
- WWE NXT

#### Informazione
- Class TV (2014-2019)
- TG DMAX (dal 2019)
- Meteo (dal 2024)

## Ascolti

### Share mensile di DMAX
Dati Auditel relativi al giorno medio mensile sul target individui 4+.
| Anno | Gen   | Feb   | Mar   | Apr   | Mag   | Giu   | Lug   | Ago   | Set   | Ott   | Nov   | Dic   | Media anno |
| ---- | ----- | ----- | ----- | ----- | ----- | ----- | ----- | ----- | ----- | ----- | ----- | ----- | ---------- |
| 2012 | -     | 0,31% | 0,35% | 0,42% | 0,53% | 0,77% | 1,02% | 0,99% | 0,91% | 0,87% | 0,87% | 1,08% | 0,68%      |
| 2013 | 1,20% | 1,11% | 1,02% | 1,11% | 1,20% | 1,37% | 1,64% | 1,85% | 1,35% | 1,23% | 1,37% | 1,38% | 1,31%      |
| 2014 | 0,78% | 0,84% | 0,80% | 0,76% | 0,73% | 0,78% | 0,87% | 0,88% | 0,84% | 0,75% | 0,73% | 0,72% | 0,80%      |
| 2015 | 1,37% | 1,28% | 1,16% | 1,21% | 1,24% | 1,24% | 1,34% | 1,38% | 1,17% | 1,07% | 0,98% | 1,22% | 1,22%      |
| 2016 | 1,20% | 1,15% | 1,16% | 1,00% | 1,04% | 1,04% | 1,24% | 1,16% | 1,01% | 1,07% | 1,02% | 1,12% | 1,10%      |
| 2017 | 1,09% | 1,04% | 0,96% | 0,93% | 0,97% | 1,17% | 1,20% | 1,42% | 1,13% | 0,92% | 0,87% | 0,91% | 1,03%      |
| 2018 | 0,88% | 0,86% | 0,84% | 0,76% | 0,77% | 0,73% | 0,86% | 0,97% | 0,83% | 0,75% | 0,79% | 0,82% | 0,82%      |
| 2019 | 0,87% | 0,71% | 0,66% | 0,65% | 0,64% | 0,72% | 0,81% | 0,91% | 0,88% | 0,83% | 0,86% | 0,87% | 0,78%      |
| 2020 | 0,82% | 0,77% | 0,81% | 0,96% | 0,93% | 0,96% | 0,96% | 0,93% | 0,86% | 0,78% | 0,80% | 0,83% | 0,86%      |
| 2021 | 0,90% | 0,89% | 0,89% | 0,98% | 0,88% | 0,96% | 0,94% | 1,03% | 0,84% | 0,83% | 0,92% | 0,89% | 0,91%      |
| 2022 | 0,90% | 0,83% | 0,77% | 0,87% | 0,96% | 0,91% | 0,98% | 1,11% | 0,90% | 0,86% | 0,85% | 0,90% | 0,90%      |
| 2023 | 0,89% | 0,76% | 0,88% | 0,98% | 0,93% | 1,03% | 1,12% | 1,30% | 1,09% | 0,96% | 0,92% | 1,03% | 0,98%      |
| 2024 | 1,03% | 0,87% | 0,95% | 0,99% | 0,87% | 0,93% | 0,93% | 1,17% | 1,06% | 0,97% | 0,95% | 1,03% | 0,98%      |
| 2025 | 0,94% | 0,81% | 0,87% | 0,95% | 0,89% | 1,03% |       |       |       |       |       |       |            |

## Loghi

10 novembre 2011 - 13 settembre 2012
13 settembre 2012 - 2 maggio 2016
In uso dal 2 maggio 2016